# ۱۲۹۸ (خورشیدی)
۱۲۹۸ هزار و دویست و نود و هشتمین سال هجری خورشیدی سالی عادی است.

## رویدادها
- ۲۸ مرداد (۲۸ اسد) - استقلال افغانستان از بریتانیا در سال ۱۲۹۸ خورشیدی (۱۹۱۹ میلادی) در زمان حکومت امان‌الله خان.[۱]
- ۴ آبان - زادروزمحمدرضاشاه پهلوی و اشرف پهلوی
- ۱۲ آبان - چکسلواکی، از کشور اتریش-مجارستان، اعلام استقلال کرد.
- ۱۲ آبان - لهستان، از کشور روسیه، اعلام استقلال کرد.
- ۲۱ آبان - سیستم سیاسی اتریش، جمهوری شد.
- ۲۳ آبان - سیستم سیاسی چکسلواکی، جمهوری شد.
- ۲۵ آبان - مجارستان، از کشور اتریش، اعلام استقلال کرد.
- ۲۷ آبان - لاتویا، از کشور روسیه، اعلام استقلال کرد.
- ۱۳ آذر - توماس وودرو ویلسون، برای شرکت در کنفرانس صلح پاریس به فرانسه رفت. او اولین رئیس جمهور کشور آمریکا بود که در هنگام داشتن مسئولیت ریاست جمهوری، به اروپا سفر کرد.
- ۱۱ دی - ادسل فورد، بعد از پدرش هنری فورد، به ریاست کارخانه فورد رسید.
- ۲۸ دی - جنگ جهانی اول: کنفرانس صلح، در ورسای فرانسه، آغاز به کار کرد.
- ۵ بهمن - جامعه ملل، تأسیس گردید.
- ۱۴ بهمن - نیروهای نظامی شوروی، کشور اوکراین را تصرف کردند.
- ۴ اسفند - حزب فاشیست در ایتالیا، توسط بنیتو موسولینی، تأسیس گردید.
- ۹ اسفند - امان‌الله خان، پادشاه افغانستان شد.

## زادروزها
- ۱ مرداد - اسدالله علم، سیاستمدار و از نخست‌وزیران دوره محمدرضا شاه پهلوی (درگذشت ۱۳۵۷)
- ۲۰ مرداد - دکتر عباس زریاب خویی، مترجم، مورخ و کتاب‌شناس ایرانی (درگذشت ۱۳۷۳)
- ۴ آبان - محمدرضا شاه پهلوی، دومین پادشاه دودمان پهلوی در تهران (درگذشته ۱۳۵۹)
- ۴ آبان - اشرف پهلوی، خواهر دوقلوی محمدرضا شاه پهلوی (درگذشت ۱۳۹۴)
- ۱۲ آبان - عبدالرحیم جعفری، ناشر و بنیان‌گذار مؤسسهٔ انتشاراتی امیرکبیر، (درگذشت ۱۳۹۴)
- ۱۵ آبان - علی تجویدی، آهنگساز و نوازنده ویولون (درگذشته ۱۳۸۴)
- ۲۳ دی - جهانگیر آموزگار، وزیر اقتصاد، نماینده مجلس شورای ملی، عضو هیئت اجرایی صندوق بین‌المللی پول، نویسنده و اقتصاددان
- ۱۳ بهمن - آیت‌الله مرتضی مطهری، روحانی شیعه و استاد فلسفهٔ اسلامی، (درگذشت ۱۳۵۸)
- فریدون تولَّلی، شاعر (درگذشت ۱۳۶۴)
- یوسف بخشی خوانساری، شاعر (درگذشت ۱۳۵۸)
- اصغر پارسا، سیاستمدار و عضو جبههٔ ملی ایران، (درگذشت ۱۳۸۵)
- محمد مکری، نویسنده، شاعر، محقق و زبان‌شناس  (درگذشت ۱۳۸۶)